# Serrières (Ardèche)
Serrières település Franciaországban, Ardèche megyében. Lakosainak száma 1074 fő (2022. január 1.). Serrières Charnas, Félines, Limony, Peaugres, Peyraud és Sablons községekkel határos.

## Népesség
A település népessége az elmúlt években az alábbi módon változott:
| Lakosok száma | 1562 | 1314 | 1154 | 1163 | 1144 | 1156 | 1146 | 1137 | 1117 | 1074 |
|               | 1968 | 1982 | 1990 | 2006 | 2013 | 2015 | 2017 | 2019 | 2020 | 2022 |